# Tehuelche 320
El Tehuelche 320 es un vehículo aéreo no tripulado (VANT) remolcador de blancos del Ejército Argentino para prácticas de tiro de la artillería antiaérea y entrenamiento avanzado de pilotos de VANT. Fue desarrollado por el Grupo de Mantenimiento de Sistemas Antiaéreos 601. El 12 de marzo de 2012 realizó su primer vuelo y desde ese mismo año sirve en la Sección Blancos del Grupo de Artillería Antiaérea 161.

## Especificaciones
Referencia datos: Aerodyca

### Características generales
- Longitud: 2,9 m (9,6 ft)
- Envergadura: 3,2 m (10,5 ft)
- Altura: 1,1 m (3,7 ft)
- Superficie alar: 1,7 m² (18,1 ft²)
- Peso vacío: 45 kg (99,2 lb)
- Peso máximo al despegue: 57 kg (125,6 lb)
- Planta motriz:   .
  - Potencia: 8 kW (11 HP; 11 CV) cada uno.

### Rendimiento
- Velocidad máxima operativa (Vno): 150 km/h (93 MPH; 81 kt)
- Velocidad crucero (Vc): 100 km/h (62 MPH; 54 kt)
- Alcance: 30 km (16 nmi; 19 mi)
- Radio de acción: 15 m (49 ft)
- Alcance en combate: km
- Alcance en ferry: km
- Techo de vuelo: 4500 m (14 764 ft)